# عارف تامر
عارف تامر (1921 - 1998 م) هو كاتب وشاعر، من أهل سوريا.
ولد في القدموس تابعة لمحافظة طرطوس لأسرة تنتمي لفرع محمد شاه من الاسماعيلية النزارية. وتخرج في كلية الآداب التابعة لجامعة القديس يوسف ببيروت، وحصل على شهادة الدكتوراه في مونتريال في كندا. وعمل مدرسا للغة الفرنسية في ثانويات السلمية، وكذلك درس مادة تاريخ الشرق الأوسط في جامعة القديس يوسف في بيروت.

## آثاره
من آثاره: «موسوعة الخلفاء الفاطميين» و «موسوعة تاريخ الإسماعيلية».